# 28 May
28 May – stacja węzłowa linii 1 i linii 2 bakijskiego metra, położona w sąsiedztwie głównego dworca kolejowego. Na tej stacji linie 1 i 2 rozdzielają się na osobne odcinki. Istnieje ponadto możliwość przesiadki na stację Cəfər Cabbarlı położoną na autonomicznej części linii 2. 
28 May jest najbardziej obciążoną ruchem pasażerskim stacją w mieście. 

## Opis
28 May to głęboka stacja kolumnowa. Została otwarta 6 listopada 1967 r. w ramach budowy odcinka İçərişəhər – Nəriman Nərimanov. Pierwotnie nosiła nazwę 28 Aprela, która upamiętniała dzień powstania Azerbejdżańskiej Socjalistycznej Republiki Radzieckiej (28 kwietnia 1920 r.). W 1992 r. stację przemianowano na 28 May; nowa nazwa odnosi się do obchodzonego 28 maja Dnia Republiki. W 1993 r. zbudowano przejście łączące stację 28 May ze stacją Cəfər Cabbarlı.
W latach 2013–2015 stacja przeszła generalny remont powiązany ze zmianą wystroju.